# Joachim Bartholomae
Joachim Bartholomae (* 1956) ist ein deutscher Autor, Übersetzer und Verleger.

## Leben
Bartholomae studierte 1979 bis 1984 an der Universität Bielefeld Soziologie. Nach dem Ende des Studiums arbeitete er in Hamburg beim schwulen Buchladen Männerschwarm und war 1992 bis 2022 Geschäftsführer des Männerschwarm Verlags (seit August 2018 Teil der Salzgeber Buchverlage GmbH).
Von 1988 bis 1993 war Bartholomae Vorstand der Aidshilfe Hamburg, von 2005 bis 2011 Mitglied im Landesvorstand des Börsenvereins des Deutschen Buchhandels Region Nord.
Bartholomae veröffentlichte als Herausgeber, Übersetzer und Autor mehrere Bücher im Themenbereich LGBT. Bartholomae lebt offen homosexuell in Hamburg.

## Veröffentlichungen (Auswahl)

### Eigene Veröffentlichungen
- Hamburg mit anderen Augen. Stadtführer für Schwule, 2007, ISBN 978-3-939542-07-0
- Wie der Keim einer Südfrucht im Norden, 2012, ISBN 978-3-86300-121-6
- "Schlaffe Ghaselen" und "Knoblauchsgeruch", 2012, ISBN 978-3-86300-122-3
- Das Wunder Winckelmann. Ein Lesebuch, 2016, ISBN 978-3-86300-220-6
- Aschenbachs Vermächtnis. Thomas Manns Novelle "Der Tod in Venedig" und ihr Echo in der Literaturgeschichte, 2019, ISBN 978-3-86300-287-9

### Übersetzungen
- Tony Duvert, Als Jonathan starb, 2011, ISBN 978-3-939542-59-9
- Ronald Tavel, Straße der Stufen, 2011, ISBN 978-3-86300-030-1
- Oscar Wilde, Die Wahrheit von Masken. 3 Dialoge, 2013, ISBN 978-3-86300-134-6: Übersetzerpreis der Hamburger Kulturbehörde
- Richard Amory, Das Lied des Sterntauchers, 2013, ISBN 978-3-86300-150-6
- Edmund White, Hotel de Dream, 2015, ISBN 978-3-86300-188-9
- Charles Jackson, Die Niederlage, 2016, ISBN 978-3-86300-209-1
- Charles Henri Ford / Parker Tyler, Verruchte Jugend, 2017 [1933], ISBN 978-3-86300-235-0
- Rabih Alameddine, Der Engel der Geschichte, 2018, ISBN 978-3-86300-257-2
- Mark Merlis, Halbstark, 2019, ISBN 978-3-86300-274-9
- Edmund White, Meine Leben, 2021, ISBN 978-3-86300-301-2
- Alan Hollinghurst, Der Hirtenstern, 2022, ISBN 978-3-86300-331-9